# 国井通太郎
国井 道太郎（くにい みちたろう、國井 道太郎、1886年（明治19年）1月11日 - 1960年（昭和35年）9月1日）は日本のキリスト友会（クエーカー）会徒、活版工員、町会議員。茨城県那珂湊生まれ。湊商業学校卒業。1904年（明治37年）、友会徒（クエーカー）となった。新渡戸稲造に私淑し、新渡戸の講演を筆記して、講演録『人生雑感』を編集・発行した。半山（はんざん）と称した。

## 略歴
国井(1937)・佐藤(1983)により記載する。
- 1886年（明治19年）1月11日、茨城県那珂湊に生まれる。家業は印刷業であった。
- 湊商業学校を卒業する。
- 1904年（明治37年）、友会徒（クエーカー）となる。
- 1906年（明治39年）、『茨城東海新聞』を発行する。
- 1911年（明治44年）、青山学院神学部に入学する。
- 1913年（大正2年）、父親の病気のため、青山学院を退学し帰郷し家業を継ぐ。
- 1918年（大正7年）、湊幼稚園を設立する。
- 1924年（大正13年）6月、米国の排日移民法に反対してキリスト友会（クエーカー）を脱会する。
- 1925年（大正14年）、町会議員に当選し、以後5期に渡り議員を務める。
- 昭和初期、方面委員を務める。
- 1936年（昭和11年）9月10日 - 9月13日、満州国新京特別市で開催された第3回日満社会事業大会に参加する[1]。
- 戦後、公職追放。民生委員を務める。
- 1950年（昭和25年）、藍綬褒章を受章する。
- 1960年（昭和35年）9月1日、死去。74歳。

## 著作

### 単著
- 『救ひを要する人々』洛陽堂、1921年12月23日。NDLJP:907209。
- 国井半山『イエスとその弟子』東洋出版社、1923年12月5日。NDLJP:980680。
- 国井半山『現代青年修養読本』東京国民書院、1927年7月25日。NDLJP:1022719。
- 『湊町発達史』茨城東海新聞社、1928年。NDLJP:1263844。
- 『方面委員の手牒』刀江書院、1935年5月15日。NDLJP:1463659。
  - 『方面委員の手帳　那珂湊町のある民生活動記』崙書房(出版) 茨城図書(発売)〈ふるさと文庫 茨城〉、1979年10月。 - 『国井(1935)』の再刊。
- 『友邦満洲国に使して』茨城東海新聞社、1937年1月10日。NDLJP:1095668。
- 『那珂湊大漁港修築史』那珂湊大漁港期成同盟会、1955年9月3日。
- 『町政雑記 抄』 1巻、筑波書林(出版) 茨城図書(発売)〈ふるさと文庫〉、1982年3月。
- 『町政雑記 抄』 2巻、筑波書林(出版) 茨城図書(発売)〈ふるさと文庫〉、1982年5月。
- 『町政雑記 抄』 3巻、筑波書林(出版) 茨城図書(発売)〈ふるさと文庫〉、1982年5月。

### 編著
- 新渡戸稲造 著、國井通太郎 編『人生雜感』警醒社書店、1915年2月。NDLJP:980676。
  - 新渡戸稲造 著、国井通太郎 編『人生雑感』講談社〈講談社学術文庫 611〉、1983年8月。ISBN 4-06-158611-4。 - 新渡戸＆國井編(1915)の再刊。

### 共著
- 国井信義『那珂湊漁港史　漁港修築の今昔』筑波書房〈ふるさと文庫〉、1980年1月。 - 標題紙等の著者（誤植）：国井義信。